# Die Sintflut (1911)
Die Sintflut (engl. The Deluge) ist ein amerikanischer Kurzfilm von 1911.

## Handlung
Die Handlung spielt im Jahr 3317 vor Christus und erzählt die Geschichte der Arche Noah.

## Produktionsnotizen
Der Film hat eine Gesamtlänge von 17 Minuten und wurde von der Vitagraph produziert. Regisseur und Schauspieler sind unbekannt.